# Khomsa (album)
Albums de Anouar Brahem
Barzakh
(1990) Thimar
(1998)
Khomsa est le quatrième album du musicien de jazz tunisien Anouar Brahem, paru en 1995 sous le label ECM.
Anouar Brahem (oud) est accompagné sur cet album de Richard Galliano à l'accordéon, de François Couturier au piano et au synthétiseur, de Jean-Marc Larché au saxophone soprano, de Béchir Selmi au violon, de Palle Danielsson à la contrebasse et de Jon Christensen à la batterie.
Selon AllMusic, cet album met moins l'accent que d'autres sur le rôle de Brahem en tant que frontman et la direction de l'ensemble pourrait tout aussi bien être attribuée au brillant accordéoniste Richard Galliano, dont l'accordéon est plus souvent perçu comme l'instrument principal.
Pour AllMusic, « les thèmes sont luxuriants, riches, beaux et organiques, sans excès, et l'on ressent l'impression d'être en voyage ».

## Historique
L'album, produit par Manfred Eicher, a été enregistré par Jan Erik Kongshaug et est sorti le 17 janvier 1995 sur le label ECM. 
La conception de la jaquette a été assurée par Barbara Wojirsch.
Le titre Vague, qui figure sur l'album, a été donné par ailleurs à une compilation parue en 2003.

## Titres
1. Comme un départ
2. L'infini jour
3. Souffle un vent de sable
4. Regard de mouette
5. Sur l'infini bleu
6. Claquent les voiles
7. Vague
8. E la nave va
9. Ain Ghazel
10. Khomsa
11. Seule
12. Nouvelle vague
13. En robe d'olivier
14. Des rayons et des ombres
15. Un sentier d'alliance
16. Comme une absence

## Musiciens
- Anouar Brahem : oud
- Richard Galliano : accordéon
- François Couturier : piano et synthétiseur
- Jean-Marc Larché : saxophone soprano
- Béchir Selmi : violon
- Palle Danielsson : contrebasse
- Jon Christensen : batterie